# بلخ شير مزاري
سردار مير بلخ شير مزراي هو رئيس قبيلة (تمن دار) وسردار قبيلة «مزاري»، الذين يستوطنون أطراف بلوشستان، والسند، والبنجاب. لُقِّب بـ«مير» سواءً بسائر رؤساء قبيلة مزاري، وأُطلق عليه أيضاً لقب «سردار»، و«تمن دار»، ليكون بذلك السردار الثاني والعشرون والمير السابع لقبيلة مزاري.

## القائم بأعمال رئيس الوزراء
في الثامن من أبريل 1993، بدا أن الصراع على السلطة والصلاحيات في باكستان على وشك أن سُيحل، حينما استخدم الرئيس غلام إسحاق خان صلاحيات دستوية استثنائية، تتمثل في التعديل الثامن للدستور، الذي يخول رئيس الجمهورية الإطاحة بحكومة منتخبة. وبعد أن وجه إسحاق خان اتهامات لنواز شريف بالفساد، وسوء إدارة اقتصاد البلاد، وهي ذات الاتهامات التي وجهها قبل لذلك لبينظير بوتو، أطاح بنواز وحكومته، وعين بلخ شير مزاري رئيساً مؤقتاً للوزراء لتسعين يومٍ ينص عليها الدستور لحين إجراء انتخابات جديدة.